# Music for a Sushi Restaurant
Music for a Sushi Restaurant is een nummer van de Britse zanger Harry Styles van zijn derde studioalbum Harry's House (2022), zijnde het openingsnummer. Het nummer werd door Columbia Records als derde single hiervan uitgebracht op 3 oktober 2022. Het nummer is geschreven door Styles, Mitch Rowland, Kid Harpoon en Tyler Johnson, terwijl de laatste twee het produceerden. De officiële videoclip werd uitgebracht op 27 oktober 2022, met in de hoofdrol Styles als een half mens/half inktvis.

## Achtergrond
Styles vermeldde in een interview voor NPR dat dit nummer door hem en Harpoon was bedacht tijdens een bezoek aan een sushi-restaurant in Los Angeles, waarin ze een nummer van het album Fine Line (2019) hoorden en onthulde dat hij het echt vreemde muziek voor een sushi-restaurant vond. Op basis daarvan heeft hij vervolgens "Music for a Sushi Restaurant" gemaakt als het ideale nummer om in een sushi-restaurant te spelen. De naam hiervan was ook bedoeld als een mogelijke albumtitel, maar Styles dacht uiteindelijk dat Harry's House beter klonk.

## Hitnoteringen

### Nederlandse Single Top 100
| Hitnotering: 28-05-2022 t/m 11-06-2022 | Hitnotering: 28-05-2022 t/m 11-06-2022 | Hitnotering: 28-05-2022 t/m 11-06-2022 | Hitnotering: 28-05-2022 t/m 11-06-2022 | Hitnotering: 28-05-2022 t/m 11-06-2022 |
| Week:                                  | 1                                      | 2                                      | 3                                      |                                        |
| -------------------------------------- | -------------------------------------- | -------------------------------------- | -------------------------------------- | -------------------------------------- |
| Positie:                               | 14                                     | 45                                     | 72                                     | uit                                    |

### Vlaamse Ultratop 50
| Hitnotering: 28-05-2022 | Hitnotering: 28-05-2022 | Hitnotering: 28-05-2022 |
| Week:                   | 1                       |                         |
| ----------------------- | ----------------------- | ----------------------- |
| Positie:                | 47                      | uit                     |

### NPO Radio 2 Top 2000
| Nummer met noteringen in de NPO Radio 2 Top 2000 | '23  | '24  |
| ------------------------------------------------ | ---- | ---- |
| Music for a Sushi Restaurant                     | 1184 | 1526 |

1. ↑  Een vetgedrukt getal geeft de hoogste notering aan.
2. ↑  2023 was het eerste jaar met een notering voor dit nummer.